# شيموس بليك
شيموس بليك (بالإنجليزية: Seamus Blake)‏ هو عازف ساكسفون بريطاني، ولد في 1969 في لندن في المملكة المتحدة.

## وصلات خارجية
- شيموس بليك على موقع ميوزك برينز (الإنجليزية)
- شيموس بليك على موقع أول ميوزيك (الإنجليزية)
- شيموس بليك على موقع ديسكوغز (الإنجليزية)